# 2MASS J15552614+0017204
2MASS J15552614+0017204 ist ein etwa 300 Lichtjahre von der Erde entfernter Brauner Zwerg im Sternbild Schlange. Er wurde 2002 von Suzanne L. Hawley et al. entdeckt.
Er gehört der Spektralklasse L0 an. Seine Position verschiebt sich aufgrund seiner Eigenbewegung jährlich um 0,23755 Bogensekunden.